# Beyrand
La Beyrand fu una fregata di primo rango, terza unità della Classe Fama destinata ad entrare in servizio nella Armada veneziana, ma fu catturata praticamente completa dai francesi a Venezia nel 1797. 

## Storia
La costruzione della terza fregata di primo rango, detta anche fregata grossa, della classe Fama fu autorizzata dal Senato, e la nave venne impostata presso l'Arsenale sotto la direzione dell'architetto Livio Iseppo. Questo tipo di unità, caratterizzate da una grande potenza di fuoco e da dimensioni paragonabili ad un vascello di primo rango della Classe Leon Trionfante, erano costruite con un sistema denominato "ad ordinata doppia" adottato nel 1780 sotto l’impulso dell'ammiraglio Angelo Emo che a quell’epoca ricopriva l'incarico di Ammiraglio dell’Arsenale.
L'unità fu catturata dai francesi praticamente completa sullo scalo dell’arsenale poco dopo la caduta della Repubblica di Venezia, avvenuta ufficialmente il 12 maggio 1797. Varata il 2 ottobre 1797 con il nome di Beyrand, in onore del generale di brigata Martial Beyrand entrò in servizio nella Marine nationale il 18 dicembre successivo.
Il Beyrand fu trasferito a Tolone per terminare l'allestimento, e poi entrò a far parte della squadra navale del commodoro Bourdé che doveva trasferirsi a Corfù. Portatosi ad Ancona la nave vi trascorse un certo periodo insieme al vascello da 74 cannoni Laharpe, e ad un altro vascello da 64, lo Stengel. Insieme ad alcune unità minori i tre vascelli salparono da Ancona per tentare di portare aiuto alle truppe francesi assediate a Corfù da una squadra navale russo-turca al comando dell'ammiraglio Fëdor Fëdorovič Ušakov. A causa della presenza delle unità avversarie, superiori di numero e di armamento, e della caduta dell'isola avvenuta il 3 marzo 1799, la piccola squadra francese intercettata all’altezza dell'isola di Lissa ritornò ad Ancona, dove poi fu bloccata dalle navi russo-turche al comando del contrammiraglio Pavel Pustoshkin.
Il Beyrand partecipò, dal maggio al novembre 1799 all'assedio di Ancona, dove era stato "abbozzato" ed utilizzato come batteria.
Catturato semiaffondato dalle truppe austriache all’atto della capitolazione della piazzaforte, avvenuta il 14 novembre, il comandante della marina austriaca (Seekommandant) linienschiffkapitaen Joseph L'Espine decise di riportare a galla il Beyrand, ed affidò tale compito al maggiore Andrea Salvini che portò a termine l’incarico in soli tre giorni nell’estate del 1800. Reso nuovamente galleggiante venne trasferito a Venezia, venendo usato come pontone a causa delle sue precarie condizioni fino alla definitiva demolizione avvenuta nel 1803 all'interno dell'arsenale.

### Annotazioni
1. ↑  Rimasto ucciso il 5 agosto 1796 nel corso della battaglia di Castiglione delle Stiviere.
2. ↑  Insieme al vascelli da 74 cannoni Laharpe e a quello da 64 Stengel, entrambe unità già appartenenti alla marina veneziana, alla corvetta Cibele e alla gerba L'Egiziana.
3. ↑  Cioè ancorato in posizione di battaglia.
4. ↑  A bordo si trovavano ancora le munizioni e i viveri destinati al rifornimento della guarnigione di Corfù.
5. ↑  Il periodo trascorso immerso nell'acqua aveva compromesso la robustezza e la stabilità della nave.